# 聖約翰斯堡 (紐約州)
聖約翰遜斯堡（英語：Saint Johnsburg）是位於美國紐約州尼亞加拉縣的非建制地區。

## 歷史
聖約翰斯堡的郵局於1860年設立，其後於1901年停運。

## 地理
聖約翰遜斯堡所處的海拔為高於海平面175米（即574英呎），而該地所採用的時區為UTC-5，即北美东部时区（EST）。同時該地設有夏令時間，為UTC-5調快一小時，即UTC-4（EDT）。